# Diodato (cantante)
 David di Donatello per la migliore canzone originale 2024
 Nastro d'argento per la migliore canzone originale 2020
Antonio Diodato, noto semplicemente come Diodato (Aosta, 30 agosto 1981), è un cantautore italiano, vincitore del Festival di Sanremo 2020 con il brano Fai rumore.

## Biografia

### Infanzia ed esordi
Nato nel 1981 ad Aosta da padre salernitano e madre tarantina, cresce a Brindisi e dopo l'infanzia a Taranto, dove ha frequentato il liceo "Aristosseno".
I suoi primi lavori sono stati realizzati a Stoccolma, dove ha partecipato a una compilation lounge prestando la voce al brano Libiri (che in realtà avrebbe dovuto chiamarsi Liberi ma venne storpiato dai produttori svedesi) con i DJ svedesi Sebastian Ingrosso e Steve Angello, che qualche anno dopo avrebbero formato gli Swedish House Mafia insieme ad Axwell. Tornato in Italia, si è laureato al DAMS dell'Università degli Studi Roma Tre in cinema, televisione e nuovi media.
Durante l'infanzia e l'adolescenza si è ispirato musicalmente a diversi artisti internazionali, tra cui Pink Floyd, Fabrizio De André, Luigi Tenco, Domenico Modugno e i Radiohead.

### 2007-2013:E forse sono pazzo
Nel 2007 ha pubblicato un EP autoprodotto presentato al MEI di Faenza. Nel 2010 ha inciso il singolo Ancora un brivido. Tramite il produttore Daniele Tortora (già con Afterhours, Roberto Angelini, Niccolò Fabi e Planet Funk) ha ricevuto la prima offerta discografica e incide il disco E forse sono pazzo nell'aprile 2013, che è stato recensito positivamente dalle più importanti riviste italiane come la Repubblica XL e Il mucchio. Il video musicale del singolo Ubriaco è stato selezionato da MTV New Generation.
Il 1º maggio 2013 si è esibito al concerto del Primo Maggio di Taranto a sostegno del risanamento ambientale, mentre nel settembre seguente ha partecipato alla colonna sonora del film Anni felici di Daniele Luchetti con una reinterpretazione di Amore che vieni, amore che vai di Fabrizio De André. Nell'autunno 2013 si è esibito anche nel programma radiofonico Radio 2 Social Club e Stereonotte.
Nel dicembre 2013 è stato selezionato per partecipare al Festival di Sanremo 2014 nella sezione "Nuove Proposte" con il brano Babilonia. Il 19 e 21 febbraio 2014 è stato sul palco del Teatro Ariston di Sanremo per la kermesse canora in cui arriva secondo nella classifica finale della sezione dietro Rocco Hunt e in cui ha ricevuto il premio della giuria di qualità presieduta da Paolo Virzì. In concomitanza con il Festival è stata pubblicata la riedizione di E forse sono pazzo.
Nel periodo successivo è stato invitato da Fabio Fazio a partecipare nel programma di Rai 3 Che tempo che fa, in cui ha cantato dal vivo, in collegamento da diversi luoghi d'Italia, importanti capolavori della musica italiana in chiusura della puntata serale domenicale del programma. Nel dicembre 2013, in occasione del Medimex di Bari, ha vinto il premio Deezer come miglior artista dell'anno.

### 2014-2015:A ritrovar bellezza
Nel giugno 2014 ha trionfato nella categoria "Best New Generation" agli annuali MTV Awards, esibendosi per l'occasione con il singolo Se solo avessi un altro. Nel mese di settembre ha vinto il premio De André con la sua versione di Amore che vieni, Amore che vai, per la miglior reinterpretazione dell'opera del cantautore genovese.
Il 27 ottobre 2014 è uscito il suo secondo lavoro discografico, intitolato A ritrovar bellezza, nel quale sono presenti cover degli anni sessanta. L'album viene preceduto dal singolo Eternità, brano originariamente cantato da I Camaleonti e da Ornella Vanoni al Festival di Sanremo 1970. Nel 2015 esce il secondo singolo dall'album, una reinterpretazione del brano Piove (ciao ciao bambina) di Domenico Modugno (brano vincitore del Festival di Sanremo 1959) per il quale è stato realizzato un video.

### 2016-2017:Cosa siamo diventati

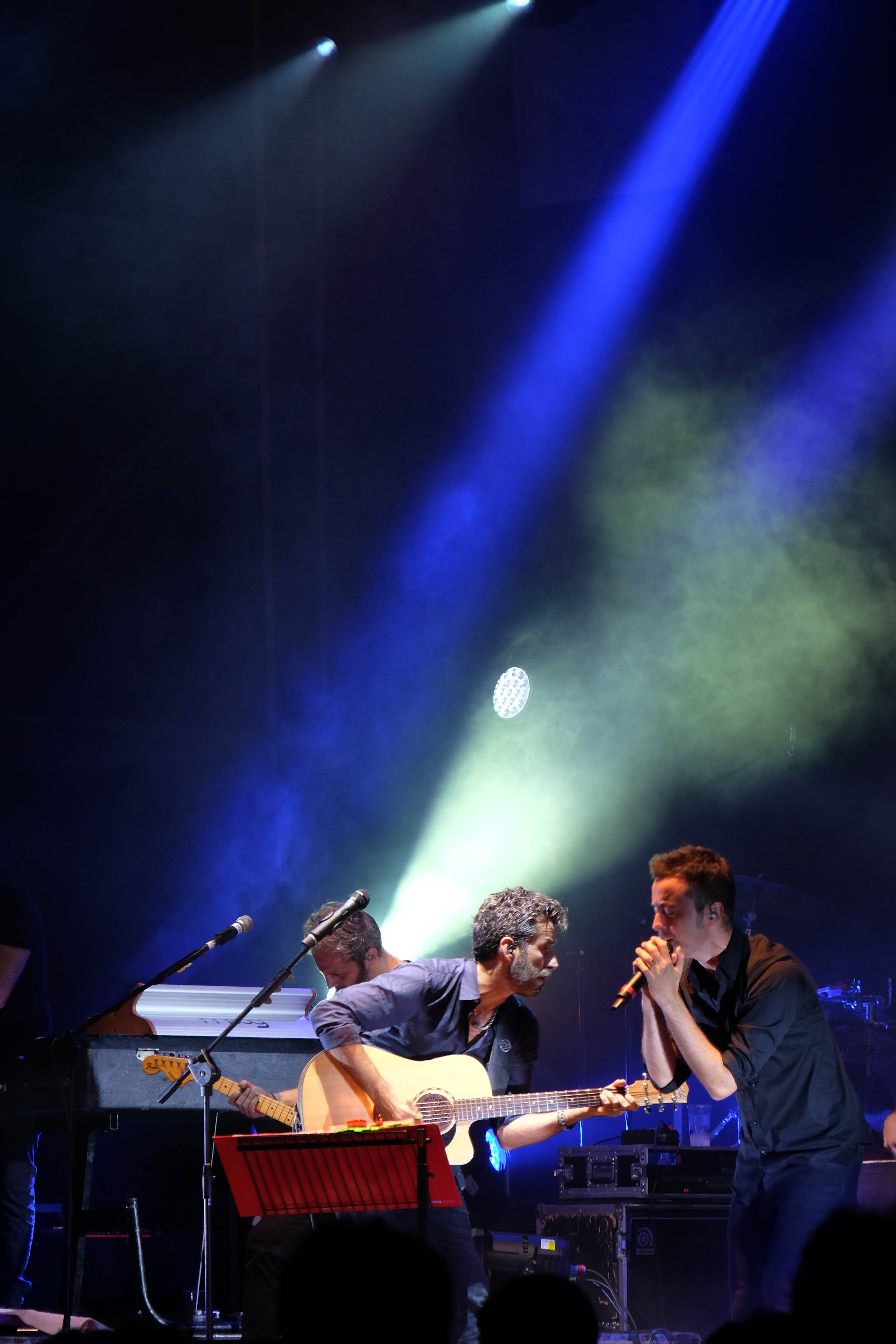
Diodato (a destra) in concerto nel 2016

Ha collaborato con Daniele Silvestri in due brani inseriti nel suo album Acrobati (2016), ossia Pochi giorni e Alla fine. Ha partecipato a diverse tappe dell'Acrobati Tour del cantautore romano. Sempre nel 2016 è apparso nell'album La stanza intelligente, esordio solista di Boosta dei Subsonica. Inoltre ha scritto il brano Il mare dentro di Andrea Biagioni, inedito presentato alla decima edizione di X Factor. Nel 2016, insieme a Roy Paci e Michele Riondino, è diventato direttore artistico del concerto del Primo Maggio di Taranto.
Il 30 dicembre 2016 è uscito in radio il singolo Mi si scioglie la bocca, primo estratto dal suo terzo disco. Il video del brano è stato pubblicato il 18 gennaio 2017 ed è stato diretto da Imperat, pochi giorni dopo l'uscita del singolo in formato digitale, avvenuta il 13 gennaio.
Il 27 gennaio 2017 per Carosello Records è stato pubblicato il suo terzo album in studio Cosa siamo diventati.

### 2018-2022: Festival di Sanremo eChe vita meravigliosa

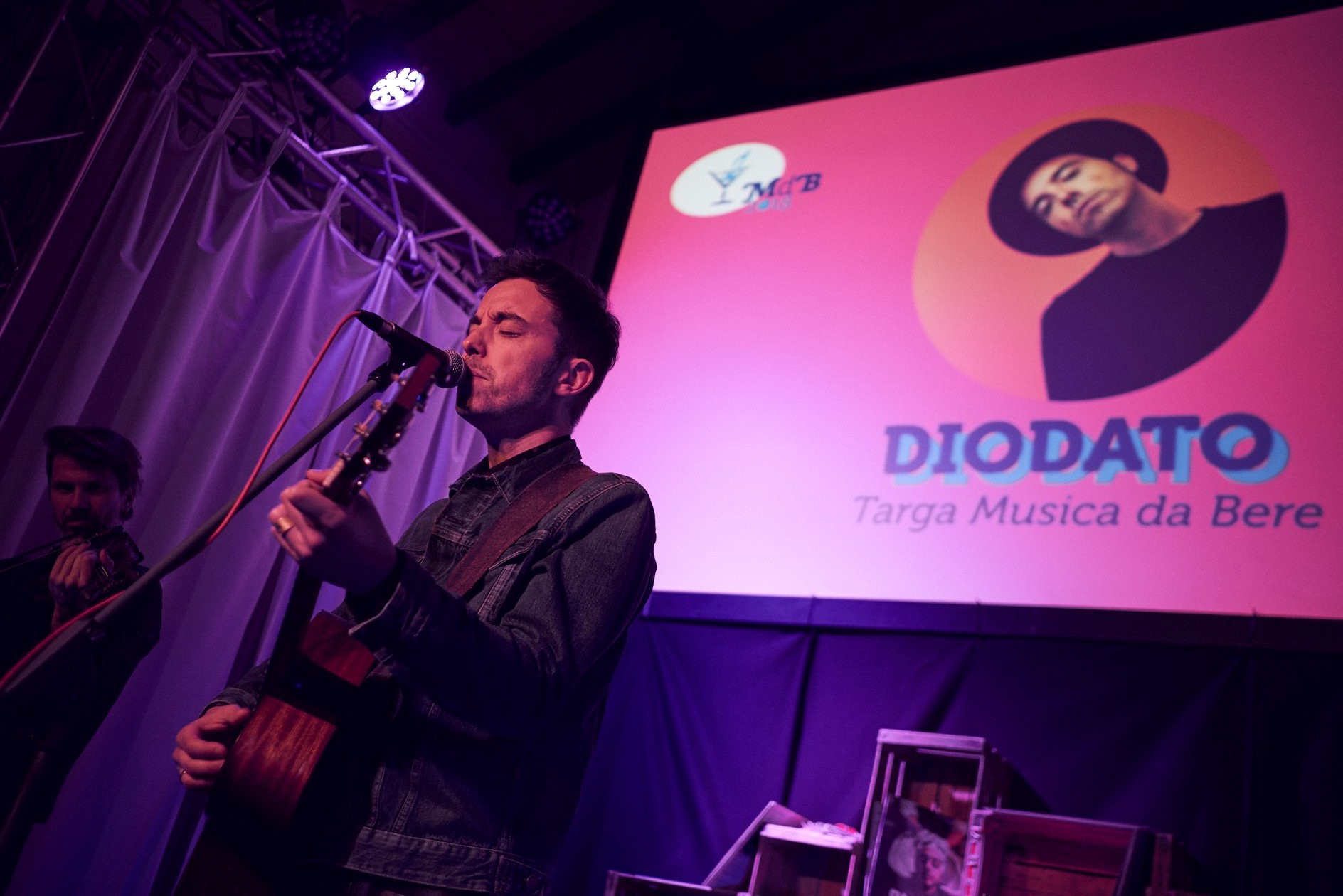
Esibizione di Diodato nel 2018

Nel 2018 ha partecipato al Festival di Sanremo con il brano Adesso, interpretato in coppia con il trombettista Roy Paci, classificandosi all'ottavo posto. Il 18 maggio dello stesso anno ha pubblicato il singolo inedito Essere semplice e nel fine settimana successivo viene premiato con la Targa Musica da Bere esibendosi sul palco dell'omonima manifestazione. Nel 2019 ha esordito come attore nel film Un'avventura.
Nel febbraio 2020 ha preso parte per la terza volta al Festival di Sanremo, con il brano Fai rumore, trionfando nella manifestazione davanti a Francesco Gabbani e ai Pinguini Tattici Nucleari; il brano ha inoltre vinto il Premio della Critica "Mia Martini" e il Premio della Sala Stampa "Lucio Dalla". In quanto vincitore del Festival, Diodato viene inoltre designato come rappresentante dell'Italia all'Eurovision Song Contest 2020, cancellato tuttavia poche settimane dopo a causa della sopraggiunta pandemia di COVID-19; è comunque tra i protagonisti, il 16 maggio 2020, dell'evento Eurovision: Europe Shine a Light, esibendosi nell'occasione all'Arena di Verona con la già citata Fai rumore e con una versione acustica di Nel blu dipinto di blu.
Frattanto il 25 febbraio 2020 il comune di Taranto ha conferito al cantante la benemerenza civica. Il 9 maggio ha vinto il David di Donatello per la migliore canzone originale con Che vita meravigliosa, impiegata come colonna sonora del film La dea fortuna; il 6 luglio seguente il brano ha vinto anche il Nastro d'argento alla migliore canzone originale. Il 4 settembre dello stesso anno, ha vinto alla Mostra del Cinema di Venezia il premio Soundtrack Stars Award con il brano Che vita meravigliosa. L'8 novembre ha vinto agli annuali MTV Europe Music Awards nella categoria miglior artista italiano e il giorno dopo Fai rumore è stato certificato doppio disco di platino in Italia per le oltre 140000 copie vendute. Il 29 novembre 2020 viene pubblicata su RaiPlay la docuserie Storie di un'altra estate.
Nel marzo 2021 è stato ospite della prima serata del 71º Festival di Sanremo eseguendo Fai rumore e un medley di altri suoi brani. Il 10 maggio 2022 è stato ospite della prima semifinale dell'Eurovision Song Contest al PalaOlimpico di Torino, interpretando davanti al pubblico Fai rumore che non aveva potuto cantare durante l'edizione 2020 della manifestazione. Successivamente ha intrapreso una tournée autunnale nei club d'Europa e Nord America.

### 2023-presente:Così speciale,La mia terrae il ritorno a Sanremo
Nel marzo 2023 è stato pubblicato il quinto album di inediti Così speciale, promosso da tournée europea svoltasi nel medesimo anno. Il disco ha ricevuto il premio di Miglior Album Italiano dell'anno da parte della redazione di Rockol.
Il 17 novembre 2023 è stata pubblicata La mia terra, canzone originale creata per il film Palazzina Laf (diretto da Michele Riondino): il brano è stato premiato con il Ciak d'oro per la migliore canzone originale nel 2023, mentre nell'anno seguente ha vinto anche i premi alla Migliore canzone originale ai David di Donatello ed ai Nastri d'argento, oltre al Premio Amnesty International Italia.
Nel febbraio del 2024 prende parte al Festival di Sanremo con il brano Ti muovi, classificatosi al 13º posto nella serata conclusiva. Il 9 aprile 2024 è stato certificato disco d'oro dalla FIMI, avendo superato le 50 000 unità vendute. Nel maggio dello stesso anno ha organizzato il suo primo tour al di fuori dell'Europa, con una serie di concerti in diverse città del Brasile, fra cui Porto Alegre, Curitiba, Rio de Janeiro, Jundiaí e San Paolo. Il 28 giugno è uscito il brano inedito Molto amore, il cui video è stato filmato proprio durante il tour brasiliano.
Il 4 ottobre 2024 ha pubblicato il singolo Un atto di rivoluzione con il quale dà l'avvio al tour autunnale di 21 date nei teatri italiani. Il 25 aprile 2025 è stata la volta di un altro singolo, intitolato Non ci credo più.

## Discografia
- 2013 – E forse sono pazzo
- 2014 – A ritrovar bellezza
- 2017 – Cosa siamo diventati
- 2020 – Che vita meravigliosa
- 2023 – Così speciale
- 2024 – Ho acceso un fuoco

## Partecipazioni a manifestazioni canore
- Festival di Sanremo (Rai 1)
  - 2014 – 2º posto sezione "Nuove proposte" con Babilonia
  - 2018 – 8º posto sezione "Campioni" con Adesso, in duetto con Roy Paci
  - 2020 – 1º posto sezione "Campioni" con Fai rumore
  - 2024 – 13º posto con Ti muovi

## Filmografia
- Un'avventura, regia di Marco Danieli (2019)
- Diabolik - Ginko all'attacco!, regia dei Manetti Bros. (2022)

## Riconoscimenti
- 2014 – Premio giuria di qualità di Sanremo con Babilonia
- 2014 – MTV Award nella categoria Best New Generation
- 2014 – Premio Deezer come miglior artista dell'anno
- 2014 – Premio De André come migliore reinterpretazione dell'opera
- 2020 – Premio della Critica "Mia Martini" con Fai rumore
- 2020 – Premio Sala Stampa "Lucio Dalla" con Fai rumore
- 2020 – Premio Lunezia per il valore musical-letterario del brano con Fai rumore
- 2020 – David di Donatello per la migliore canzone originale con Che vita meravigliosa[46]
- 2020 – Nastro d'argento alla migliore canzone originale con Che vita meravigliosa
- 2020 – Soundtrack Stars Award con Che vita meravigliosa
- 2020 – MTV Europe Music Award al miglior artista italiano[25]
- 2020 – Ciak d'oro per la migliore canzone originale con Che vita meravigliosa[47]
- 2023 – Premio speciale Rockol Miglior Album Italiano 2023 con Così speciale[30]
- 2023 – Ciak d'oro per la migliore canzone originale con La mia terra[33]
- 2024 – David di Donatello per la migliore canzone originale con La mia terra[34]
- 2024 – Premio Amnesty International Italia 2024 con La mia terra[37]
- 2024 – Nastro d'argento alla migliore canzone originale con La mia terra[35][36]
- 2024 – Targa Tenco alla miglior canzone singola con La mia terra[48]
- 2025 – Premio SIAE nell'ambito di Ciao Rassegna Lucio Dalla[49]